# راشد الدويسان
راشد الدويسان(ولد في 11 أغسطس 1990-) لاعب كرة قدم سعودي و يلعب في مركز مدافع يلعب حالياً في نادي السلمية.

## مسيرة اللاعب
لعب سابقاً مع نادي الشعلة ونادي الرياض والنادي العربي ونادي الشرق ونادي السلمية.